# El rey león (película de 2019)
El rey león (título original en inglés: The Lion King) es una película musical animada de imagen generada por computadora fotorrealista de 2019 producida por Walt Disney Pictures, dirigida por Jon Favreau y escrita por Jeff Nathanson. Se trata de una nueva versión de la película homónima de animación de 1994 y contiene los mismos elementos de la obra Hamlet de William Shakespeare.
La película cuenta con las voces de Donald Glover, Beyoncé, James Earl Jones, Chiwetel Ejiofor, Billy Eichner, Seth Rogen, John Oliver, John Kani, Alfre Woodard, Eric André, Florence Kasumba, Keegan-Michael Key, J. D. McCrary y Shahadi Wright Joseph. La cinta se estrenó el 19 de julio de 2019. En su estreno, fue la película hecha con animación más taquillera de la historia, al recaudar $1.663.075.401 dólares, superando en aquel momento a Frozen (USD $1.284.540.518), en la actualidad teniendo la segunda posición detrás de Inside Out 2 (USD $1.701.009.000), y fue la segunda película más taquillera de 2019, solo siendo superada por Avengers: Endgame (USD $2.799.439.100).
La película recibió críticas mixtas a positivas en las que elogiaron las actuaciones y efectos visuales, pero criticaron la falta de tiempo y el diseño de los personajes. Fue nominada en los Premios Óscar de 2020 en la categoría de Mejores Efectos Visuales, que ganó la película 1917.

## Argumento
En la Roca del Rey, el rey Mufasa (James Earl Jones) y la reina Sarabi (Alfre Woodard) presentan a su hijo recién nacido, Simba (J. D. McCrary), a sus súbditos, dándoles alegría y reverencias por el nacimiento del heredero al trono. Después de la ceremonia, Scar (Chiwetel Ejiofor), el hermano menor de Mufasa, se lamenta de que ya no está en la segunda fila para el trono. Zazú (John Oliver), el toco piquirrojo que trabaja como mayordomo de Mufasa, llega al lugar, anunciando la llegada del rey. Scar intenta comerse a Zazú, pero se ve frustrado por la llegada de Mufasa, quien le pregunta a Scar por qué estuvo ausente en la presentación de Simba, a la que Scar finge habérsele olvidado. Los hermanos tienen una breve y fuerte discusión, en la que Scar socava la autoridad de Mufasa, pero deja en claro que no desafiará el liderazgo del rey. Finalmente, Scar se retira del lugar y Zazú le sugiere a Mufasa que por qué no lo exilia del reino antes de que cause problemas, pero Mufasa se niega a hacer tal cosa, ya que Scar es su hermano.
Esa noche, Rafiki (John Kani) dibuja un cuadro de Simba en su árbol. Conforme pasan los meses, Simba se convierte en un cachorro joven y lleno de energía. Una mañana, despierta a su padre y le pide que lo lleve a patrullar por las Tierras del Reino. Mufasa en cambio, lo lleva a la cima de la Roca del Rey y le muestra todo el reino. Posteriormente, Mufasa le menciona a Simba que un día él se convertirá en el nuevo rey soberano de las Tierras del Reino y que todo lo que toque la luz será suyo y además tendrá la responsabilidad de protegerlo. Simba se pregunta hasta dónde se extienden las fronteras del reino y Mufasa le prohíbe visitar el lugar sombrío.
Los dos dejan atrás a la Roca del Rey y caminan a través de los pastizales abiertos, con Mufasa enseñando a Simba sobre el círculo de la vida. En ese momento, Zazú llega y comienza a dar su informe matutino a Mufasa. Mientras Zazú sigue volando, Mufasa anima a Simba a practicar su salto. Simba se abalanza sobre Zazú, lo derriba y Mufasa lo felicita por un trabajo bien hecho. Zazú luego informa que hay hienas en las Tierras del Reino y Mufasa le promete que se ocupará de la amenaza. Luego, ordena a Simba a regresar a casa, a pesar de las protestas de éste.
Con Mufasa ido, Simba sigue a Zazú de regreso a la Roca del Rey e intenta atrapar un escarabajo, pero falla. En su reunión con Scar, éste comenta sobre sus habilidades de caza y Simba declara que algún día se convertirá en el rey de las Tierras del Reino. Scar luego le informa sutilmente a Simba que hay un cementerio de elefantes más allá de las fronteras de las Tierras del Reino, donde solo los leones adultos pueden aventurarse. Momentos después, Simba se apresura a donde está su amiga Nala (Shahadi Wright Joseph), quien está siendo bañada por su madre y la insta a jugar con él en el pozo de agua. Sin embargo, antes de que los cachorros puedan partir, Sarabi le ordena a Simba que Zazú vaya con ellos también, para disgusto de ambos.
Con Zazú volando por encima, Simba y Nala viajan al pozo de agua, aunque en secreto Simba le revela sus verdaderas intenciones a Nala y ambos planean una forma de como deshacerse de Zazú, pero en el camino, Zazú les informa que algún día estarán casados, a lo que ambos cachorros reaccionan con disgusto, donde posteriormente Simba le afirma que no tendrá que casarse con nadie, ya que él será el rey. Pero Zazú argumenta que no puede romper la tradición, a lo que Simba declara que puede hacer todo a su manera. Los cachorros se alejan corriendo a través de una multitud de animales en el pozo de agua. Después de perder de vista a Zazú, Simba y Nala se pelean jugando y accidentalmente caen en el cementerio de elefantes. Comienzan a explorar el área, aunque Nala advierte a Simba que deben regresar a casa. En ese momento, Shenzi (Florence Kasumba) y su clan llegan y rodean a los cachorros. Zazú interviene, advirtiendo a Shenzi que comenzará una guerra con Mufasa si lastima a Simba, pero esta declara que las hienas y los leones ya están en guerra. Las hienas atacan a Simba y Nala, que huyen por una red de túneles. Finalmente, se liberan y se encuentran una vez más rodeados de hienas. Sin embargo, antes de que puedan devorarlos, Mufasa llega y los aleja del clan. Él le advierte a Shenzi que nunca vuelva a intentar lastimar a su hijo, y luego se lleva a los cachorros a salvo.
Una vez de regreso en las Tierras del Reino, Mufasa le ordena a Zazú que se lleve a Nala a su casa, mientras que a Simba por su parte va a tener que darle una lección pero en privado, posteriormente Zazú siguiendo las órdenes del su rey, le pide a Nala que lo acompañe, pero también le desea mucha suerte a Simba por lo que le vaya a hacer su padre. Luego de que Zazú y Nala abandonan la escena, Mufasa le pide a su hijo que aproxime ante él, por lo que Simba decide obedecer a su padre y se le acerca a donde se encuentra éste, donde rápidamente Mufasa reprende a Simba por desobedecer las órdenes y además de poner en peligro inconscientemente la vida de Nala, pero Simba le menciona que solo trataba de ser valiente como su padre, pero Mufasa por su parte le menciona que él solo es valiente cuando es necesario hacerlo, además de ello Mufasa le menciona a Simba que ser valiente no quiere decir que tenga que irse a buscar problemas innecesariamente a otro lugar, pero Simba le responde que Mufasa no le tiene miedo de nada, pero éste último admite que si tuvo miedo de perder a Simba. Luego esto, los dos tienen una pelea juguetona y Simba le pregunta a su padre si siempre estarán juntos, pero Mufasa responde a su hijo con una valiosa lección de vida que le enseñó en su momento su padre y también abuelo de Simba, en la cual le habla sobre los grandes reyes del pasado, que viven entre las estrellas y cuidan a los leones de las Tierras del Reino y luego promete velar siempre por el bienestar su hijo de todo el reino. Por otro lado, Scar viaja esa misma noche al cementerio de elefantes, donde le pide crear una alianza entre el y Shenzi para esta última y su clan lo ayuden a matar a su hermano Mufasa y a Simba, para así tomar el lugar como el nuevo rey de la Tierras del Reino y que a cambio recompensara a la hienas con grandes beneficios, por lo que Shenzi y su clan de hienas aceptan el trato y le juran lealtad a Scar.
A la mañana siguiente, Scar lleva a Simba al acantilado y le dice que practique su rugido para impresionar a su padre y finalmente Simba lo hace, asustando a un lagarto. Pero a raíz de este hecho una estampida de ñus irrumpe el estrecho corredor y se dirigen en dirección a Simba, forzando a éste último a huir de la estampida, logrando refugiarse en un árbol muerto. Mientras tanto, Zazú le informa a Mufasa que la manada de ñus se está moviendo, aunque Mufasa no le toma mucha importancia, sin embargo en ese momento Scar se aparece en el lugar y le advierte a su hermano que Simba esta atrapado en medio del estrecho corredor donde está pasando la estampida, por lo que sin tiempo que perder lo lleva hasta el acantilado, para rescatar a Simba antes de que sea demasiado tarde. Una vez que llegan al lugar, Mufasa se introduce entre la peligrosa estampida para ir a rescatar a su hijo en apuros, mientras que por su parte Zazú le sugiere a Scar que ira a pedir ayuda, pero en ese momento Scar lo golpea y se queda inconsciente, imposibilitándolo de ir a buscar ayuda para el rescate. Por otro lado Mufasa llega hasta donde esta su hijo y trata de llevarlo a un lugar seguro, pero debido al constante paso de la estampida éste pierde de vista a Simba, hasta que rápidamente Mufasa logra rescatarlo y llevarlo hasta un lugar seguro fuera del peligro, pero en el proceso Mufasa es arrastrado hacia la estampida de ñus y es derribado contra el suelo, pero justo cuando todo parecía perdido, Mufasa salta rápidamente hacia una pared de rocas empinadas y se aferra a esta usando con sus filosas garras, con las cuales comienza a subir para salir de la estampida de ñus, mientras que Simba por su parte se apresura a encontrarse con su padre en la parte superior del acantilado. En ese momento, Mufasa llega hasta a la cima y le pide a su hermano Scar que lo ayude a subir, pero justo cuando parecía que éste último accedería a rescatar a su hermano, Scar inmediatamente le clava sus filosas garras a Mufasa en las patas y termina traicionado a su propio hermano a sangre fría y lo lanza por el costado del acantilado, al llegar a la cima, Simba solo puede observar con impotencia como su padre se cae hacia el vacío, quien muere debido la caída y las pisadas de la estampida.
Cuando toda la estampida de ñus termina, Simba vuelve a bajar al fondo del acantilado, donde encuentra el cuerpo inerte de su padre y empieza a llorar de tristeza por su tragedia, pero en ese momento, Scar se acerca al lugar donde está y culpa a Simba por ser el causante de la muerte de Mufasa. Luego insta a Simba a huir y exiliarse de las Tierras del Reino y el cachorro, asustado por lo ocurrido, decide obedecerlo y huye rápidamente. Sin embargo, cuando Simba abandona la escena, en secreto, Scar le ordena a Shenzi y su clan perseguir y matar a Simba para no dejar cabos sueltos, pero éste consigue escapar por una cornisa. Shenzi le ordena a sus lacayos, Azizi (Eric André) y Kamari (Keegan-Michael Key), que bajen y comprueben que Simba esté muerto, pero estos no lo hacen porque creen que la caída es demasiado alta para que un cachorro sobreviva. Esa tarde, después de que les informa a toda la manada sobre la "repentina muerte" de Mufasa y Simba, Scar se apodera del trono, toma el mando de la manada e invita a las hienas a vivir en el reino. Desde la distancia, Rafiki y Zazú miran tristemente la situación.
Mientras tanto, Simba, quien sobrevivió a la caída, cruza un desierto y se desmaya bajo el sol abrasador. Sin embargo, justo cuando los buitres comienzan a golpear su cuerpo, un suricato llamado Timón (Billy Eichner) y un jabalí verrugoso llamado Pumba (Seth Rogen) llegan y lo defienden de los buitres. Pumba desea mantener a Simba como mascota y Timón está de acuerdo, después de darse cuenta de que Simba puede protegerlos una vez que sea adulto. Cuando Simba despierta, les dice a los dos que ha hecho algo terrible, pero Timón y Pumba le instan a olvidar su pasado y abrazar el presente sin preocupaciones, enseñado a Simba la filosofía "Hakuna matata". Lo llevan a su hogar en la jungla y lo presentan como uno de sus amigos. Pasa el tiempo y Simba logra crecer con ellos hasta su edad adulta (con voz de Donald Glover), dejando atrás su pasado.
Al otro lado de la sabana, Scar y las hienas sobrevuelan las Tierras del Reino hasta que éstas se convierten en un completo infierno viviente. Nala, ya de adulta (con voz de Beyoncé), está inquieta por irse, pero Sarabi le recuerda que Scar es su rey y que deben quedarse para defender su reino. Shenzi se acerca y le dice a Sarabi que Scar desea tener una audiencia con ella. Sarabi cede y Scar la invita a ser su reina, pero esta se niega y él en retribución castiga a las leonas dejando que las hienas coman primero que la manada. Esa noche, Nala escapa de la Roca del Rey con la ayuda de Zazú y trata de buscar ayuda.
Mientras tanto, Simba intenta jugar con sus amigos de la jungla, pero ellos lo evitan deliberadamente. Timón y Pumba explican amablemente que ahora es un depredador y que muchos animales temen pasar tiempo con él. Esa noche, se sientan juntos y se preguntan qué son las estrellas. Simba transmite la historia de su padre sobre los grandes reyes del pasado, pero solo logra que Timón y Pumba se rían de él. Simba tristemente se aleja y un trozo de su melena vuela en el viento.
El pedazo de melena se transporta por la sabana hasta que alcanza a Rafiki en su árbol y éste entonces se da cuenta de que Simba está vivo. De vuelta en la jungla, Pumba y Timón cantan en el oasis junto con los otros animales, pero el canto se vería interrumpido por la temible aparición de Nala quien asusta a los otros animales por cazar a Pumba. Pumba es perseguido por Nala, quien se separa de Timón y corre por su vida después de correr lo suficiente y al reencontrarse con Pumba, escalan un muro de piedra. Pumba se cae y ella intenta cazarlo, solo para ser frustrada por Simba. Los dos pelean hasta que Nala usa un truco de lucha familiar y Simba se da cuenta de su identidad. Los dos tienen una reunión feliz después de años de no verse y Nala le dice a Simba que debe regresar a las Tierras del Reino, ya que Scar se ha convertido en un rey tiránico. Sin querer abrazar su pasado, Simba la invita a hacer un recorrido por la jungla. Caminan juntos por la jungla, con Timón y Pumba observando tristemente, creyendo que su amistad con Simba se terminó con la llegada de Nala. Finalmente, Nala se enfrenta a Simba sobre por qué no ha regresado a la Roca del Rey y Simba explica que no es el rey legítimo. Nala sostiene una vez más que Scar es un tirano, pero Simba se niega a volver a las Tierras del Reino con ella. Decepcionada y enojada por la actitud de Simba, Nala se despide de él y se retira del lugar.
Simba se aleja, murmurando para sí mismo que no necesita regresar a las Tierras del Reino. En el camino, se encuentra con Rafiki, quien revela que una vez conoció a Mufasa. Él promete mostrarle a Simba que su padre está vivo, y Simba lo sigue corriendo a través de la jungla. Finalmente, Rafiki se detiene junto a una laguna e insta a Simba a mirar dentro del agua. Simba declara que solo puede ver su propio reflejo, a lo que Rafiki afirma que Mufasa vive en él.
En ese momento, el fantasma de Mufasa aparece en las nubes, hablando con Simba a través de una tormenta eléctrica. Él le aconseja a su hijo que regrese a las Tierras del Reino y tome su lugar como el rey legítimo. Movido por las palabras de su difunto padre, Simba acepta volver a las Tierras del Reino.
Simba corre a casa, alcanzando a Nala en el camino. Llegan a las Tierras del Reino, con Timón y Pumba llegando poco después. Timón y Pumba distraen a las hienas, mientras que Simba y Nala se apresuran a la Roca del Rey. Una vez ahí, Simba ve a Scar exigiendo que Sarabi sea su reina, pero ella se niega una vez más y Scar la ataca brutalmente. Ante esta agresión, Simba rápidamente interviene, protegiendo a su madre y ordenándole a Scar que retroceda. En ese momento, Scar se da cuenta de que Simba está vivo y se alegra de verlo devuelta, pero secretamente Scar voltea a ver con ojos de molestia a las hienas por no haberlo eliminado en su momento cuando se los ordenó. Ante este desafortunado encuentro, Simba inmediatamente confronta a Scar por todo lo que le ha hecho a su hogar, pero éste en su defecto le declara a Simba que las hienas lo reconocen como el rey legítimo ahora. Sin embargo, Nala le menciona que la manada está a favor de Simba por ser el verdadero rey legítimo y que Scar no es más que un usurpador, por su parte Simba inmediatamente le ofrece un ultimátum a Scar de renunciar al cargo o pelear en retribución. En lugar de rendirse, Scar se excusa diciéndole a todos los presentes de que Simba pudo haber sido el responsable de causado indirectamente la muerte de Mufasa, cosa que el propio Simba parece reconocer y ante esto Scar acusa a Simba de cobarde. En ese momento, Scar hace retroceder a Simba hasta el borde de la Roca del Rey, donde producto de la presión y las constantes acusaciones de Scar, el propio Simba se resbala por el borde del precipicio y queda colgando solo de sus garras, donde súbitamente un rayo cae en la tierra y provoca un fuerte incendio en el fondo de la Roca del Rey, pero mientras éste lucha por no caerse a las crecientes llamas, el mismo Scar sujeta de las patas a Simba y le confiesa que de hecho él fue el verdadero responsable de haber causado la muerte de Mufasa.
Enfurecido por la verdad, Simba ataca a Scar y le exige que le cuente toda la verdad a toda la manada y sus crímenes cometidos contra la familia real. En un principio, Scar se niega a confesar la verdad, pero su orgullo se ve reflejado a través de sus mentiras que poco a poco se derrumban completamente y las presiones constantes de la manada que finalmente Scar cede y confiesa haber asesinado a su hermano Mufasa. Pero justo en ese instante las hienas inmediatamente saltan en defensa de Scar y atacan rápidamente a Simba, sin embargo las leonas leales a Simba inmediatamente saltan en su defensa y comienzan a repelerlas a todas y finalmente las dominan sin muchos problemas, apoyadas adicionalmente por Timón y Pumba, como también del viejo Rafiki. Mientras tanto, Simba persigue a Scar hasta la cima de la Roca del Rey, donde Scar intenta echarle la culpa a las hienas de ser las verdaderas autoras del plan. Sin embargo, Simba no cree en la historia de Scar y en cambio, le ordena que abandone las Tierras del Reino y que jamás regrese. En respuesta, Scar ataca a Simba, y los dos luchan. Simba vence a Scar y lo saca de la Roca del Rey, donde aterriza entre las hienas y el creciente incendio a su alrededor. Al principio, Scar se siente aliviado de verlos, pero Shenzi y su clan habían escuchado las declaraciones previas de su traición y Shenzi le ordena a todo su clan que ataquen a Scar, quien acaba siendo asesinado por las hienas y las crecientes llamas. Con Scar muerto, Simba finalmente acepta tomar su lugar como el rey de las Tierras del Reino y lanza un rugido afirmando su nuevo mandato.
Un tiempo después, el reino poco a poco regresa a su antigua gloria y Simba se casa con Nala, presentando su cachorro recién nacido a los animales de todo el reino.

## Animales
- Leones
- Suricato
- Facóquero
- Cálao
- Mandril
- Hienas
- Ñus
- Elefantes africanos
- Rinocerontes
- Cebras
- Jirafas
- Búfalos africanos
- Orices
- Hipopótamos
- Impalas
- Kudus
- Gacelas
- Avestruces
- Guepardo
- Grullas coronadas
- Antílopes
- Jerbo
- Cerdo hormiguero
- Zorro orejudo
- Gálago
- Musaraña elefante
- Dicdics
- Mangostas
- Pintadas
- Monos
- Flamencos
- Marabúes
- Garcillas
- Loro gris
- Carracas
- Buitres
- Camaleón
- Escarabajo rinoceronte
- Escarabajo pelotero
- Hormigas cortadoras de hojas

## Reparto
| Personaje | Actor original Estados Unidos    | Actor de doblaje Hispanoamérica | Actor de doblaje España                                |
| --------- | -------------------------------- | ------------------------------- | ------------------------------------------------------ |
| Simba     | Donald Glover                    | Carlos Rivera                   | Miguel Ángel Poison (diálogos) Manu Pilas (canciones)  |
| Simba     | J. D. McCrary (cachorro)         | Mateo Ramírez Velasco           | Álvaro Balas (diálogos) Tomás Roca (canciones)         |
| Nala      | Beyoncé                          | Fela Domínguez                  | Laura Monedero (diálogos) Eva María Cortés (canciones) |
| Nala      | Shahadi Wright Joseph (cachorra) | Regina Tiscareño                | Alejandra Silvela                                      |
| Scar      | Chiwetel Ejiofor                 | José Roberto Pisano             | Carlos di Blasi                                        |
| Timón     | Billy Eichner                    | Luis Leonardo Suárez            | Alberto Mieza                                          |
| Pumba     | Seth Rogen                       | Sergio Carranza                 | Miguel Ángel Jenner                                    |
| Rafiki    | John Kani                        | Arturo Mercado                  | Juan Fernández                                         |
| Sarabi    | Alfre Woodard                    | Rebeca Manríquez                | Esther Solans                                          |
| Zazú      | John Oliver                      | Gerardo Alonso                  | Eduard Doncos                                          |
| Shenzi    | Florence Kasumba                 | Gabriela Willer                 | Noemí Bayarri                                          |
| Mufasa    | James Earl Jones                 | Sebastián Llapur                | Pedro Tena                                             |
| Kamari    | Keegan-Michael Key               | Agustín “Soy Rada” Aristarán    | Hernán Fernández                                       |
| Azizi     | Eric André                       | Dafnis Fernández                | Claudi Domingo                                         |
| Sarafina  | Penny Johnson Jerald             | Gabriela Guzmán                 |                                                        |
| Pintada   | Amy Sedaris                      | Cristina Hernández              |                                                        |
| Galago    | Chance the Rapper                | Ricardo Tejedo                  |                                                        |
| Musaraña  | Josh McCrary                     | Noé Velázquez Pedroza           |                                                        |
| Topi      | Phil LaMarr                      | Mau Pérez                       |                                                        |
| Hiena     | J. Lee                           | Enrique Cervantes               |                                                        |

## Producción

### Desarrollo
El 28 de septiembre de 2016, Walt Disney Pictures confirmó que Jon Favreau dirigiría una versión de la película de dibujos animados El rey león de 1994. La nueva película presentó canciones de la antigua tras los éxitos de taquilla conseguidos por otras versiones de películas de Disney como Maléfica, La cenicienta, El libro de la selva y La bella y la bestia, que además recibieron elogios de la crítica. El 13 de octubre de 2017, Disney confirmó que había contratado a Jeff Nathanson para escribir el guion de la nueva versión. En noviembre del mismo año, en una entrevista con Comingsoon.net, Favreau declaró que la tecnología cinematográfica virtual que había usado en El libro de selva sería usada ampliamente en El rey león.

### Reparto
A mitad de febrero de 2017, se confirmó que Donald Glover estaría en el reparto como Simba, junto a James Earl Jones, quien retomaría su papel de Mufasa de la película de 1994.
En abril, Billy Eichner y Seth Rogen fueron seleccionados para doblar a Timón y Pumba, respectivamente. En julio, John Oliver fue elegido para hacer el papel de Zazú. En agosto, se anunció que Alfre Woodard y John Kani interpretarían el papel de Sarabi y Rafiki, respectivamente.
A principios de marzo se anunció que Beyoncé era la principal propuesta de Favreau para hacer el papel de Nala y que el director y el estudio estarían dispuestos a "cualquier cosa" para acomodarse a la ocupada agenda de la cantante. El 1 de noviembre, un anuncio oficial confirmó su papel como Nala, así como la propuesta de Chiwetel Ejiofor para el papel de Scar. Otras estrellas como Eric André, Florence Kasumba y Keegan-Michael Key fueron elegidas como las voces de Azizi, Shenzi y Kamari, respectivamente. J.D. McCrary y Shahadi Wright Joseph se sumaron luego al reparto como las voces del joven Simba y la joven Nala, respectivamente.

### Filmación
La producción de la película se inició en el verano de 2017, en los estudios de croma de Disney en Los Ángeles, California, y finalizaron en noviembre de 2018 en los estudios de Disney en Toronto.

### Música
El 1 de noviembre de 2017, fue anunciado que Hans Zimmer regresaría para hacer la banda sonora de la película, habiendo hecho anteriormente la banda sonora de la versión animada de 1994. El 28 de noviembre de 2017, se comunicó que Elton John había firmado un contrato con el proyecto para rehacer sus composiciones musicales de la película original antes de su jubilación. El día siguiente se informó que Beyoncé ayudaría a Elton John en la revisión de la banda sonora. El 9 de febrero de 2018, John informó que él, Tim Rice y Beyoncé crearían una canción nueva para los créditos finales de la película. A finales de mes, se reveló que varias canciones de la película original serían incluidas en la película, siendo estas «Can You Feel the Love Tonight», «Hakuna Matata», «I Just Can't Wait to Be King" y «Circle of Life».
También se reportó que la canción «Be Prepared» sería incluida en la película.
«Spirit», interpretada por Knowles-Carter y escrita por ella misma, Ilya Salmanzadeh y Labrinth, fue lanzada el 9 de julio de 2019 como el sencillo principal de la banda sonora. La película también presenta todas las canciones de la película original, una versión de "The Lion Sleeps Tonight" de The Tokens y la canción "He Lives in You" de Rhythm of the Pride Lands y la producción de Broadway. La banda sonora, con la partitura de Zimmer y las canciones de John y Rice, se lanzó digitalmente el 11 de julio de 2019 y físicamente el 19 de julio de 2019.
Knowles-Carter también produjo y comisarió un álbum titulado The Lion King: The Gift, que presenta «Spirit», así como canciones inspiradas en la película. El álbum fue lanzado el 19 de julio de 2019.

## Estreno
La película El rey león se estrenó el 19 de julio de 2019, justo en el día del 25.º aniversario del estreno de la película original del año 1994. Para celebrarlo, celebridades como Beyoncé y Donald Glover se reunieron con Meghan Markle, la duquesa de Sussex, Inglaterra, durante el estreno de la película en Reino Unido.

## Recepción
El sitio web agregador de reseñas Rotten Tomatoes estimó un índice de aprobación del 52% con base en 434 reseñas y una calificación promedio de 6/10, con un consenso crítico que dice: "Si bien puede enorgullecerse de sus logros visuales, El rey León es un recuento de números que carece de la energía y el corazón que hizo que el original fuera tan querido, aunque para algunos fanáticos eso solo puede ser suficiente". El sitio web Metacritic le dio a la película un puntaje promedio de 55 de 100, basado en 53 reseñas, indicando "reseñas mixtas o promedio". El público encuestado por CinemaScore le dio a la película una calificación promedio de "A" en una escala de A + F.
Kenneth Turan, de Los Angeles Times, calificó a la película de "entretenimiento pulido y satisfactorio". Todd McCarthy, de The Hollywood Reporter, consideró que era inferior a la original y señaló: "La precaución y la previsibilidad estéticas de la película comienzan a desgastarse durante la segunda mitad". Peter Bradshaw de The Guardian encontró a la película como "entretenida y agradable, pero extraño la simplicidad y la viveza de las imágenes originales dibujadas a mano". Entre las actuaciones vocales, los papeles de Eichner y Rogen como Timón y Pumba, respectivamente, recibieron elogios particulares de los críticos profesionales, con A. A. Dowd de The A.V. Club manifestando que: "En última instancia, solo Billy Eichner y Seth Rogen, como Timon y Pumba, causan una gran impresión; sus bromas divertidas y posiblemente improvisadas se sienten frescas y fieles al espíritu de los personajes — la receta perfecta de remake". El regreso de James Earl Jones como Mufasa también fue bien recibido por la audiencia.
A. A. Dowd, escribiendo para The A.V. Club, resumió la película como "Sin alegría, sin arte y tal vez sin alma, transforma uno de los títulos más llamativos de la bóveda de la Casa del Ratón en una película de (estilo) Disneynature excesivamente costosa y repleta de estrellas". Dowd se lamentó de la insistencia de la película en el hiper-realismo y comentó: "Estamos viendo una bastardización hueca de un éxito de taquilla, que a la vez depende completamente del afecto preestablecido de la audiencia por su predecesor y extrañamente decidido a deshacerse de gran parte de lo que lo hizo tan especial". Scott Mendelson en Forbes condenó la película como una "decepción aplastante": "En casi todos los sentidos, este remake socava su propio melodrama minimizando sus propias emociones". David Ehrlich de IndieWire criticó la película y escribió: "Desplegándose como el deepfake más largo y menos convincente del mundo, el remake (casi) fotorrealista de Jon Favreau sobre The Lion King está destinado a representar el siguiente paso en el círculo de la vida de Disney". En cambio, esta quimera sin alma de una película sale como poco más que un demo tecno glorificado de un conglomerado codicioso — un autorretrato bien representado pero en la bancarrota creativa de un estudio de cine que se devora su propia cola".